# 坂出市立松山小学校
坂出市立松山小学校（さかいでしりつ　まつやま　しょうがっこう）は、香川県坂出市高屋町にある公立小学校。

## 概要
坂出市の北東部に位置する小学校である。

## 歴史

### 沿革
- 1873年　小学校開校[1]
  - 青海村　碧海（へきかい）小学校
  - 高屋村　高岳（こうがく）小学校
  - 神谷村　犢山（とくさん）小学校
- 1887年　簡易小学校発足
  - 碧海簡易小学校
  - 高屋簡易小学校
  - 3ヶ村立　犢山簡易小学校
- 1890年　松山村発足
- 1891年　簡易統合小学校開校
- 1892年　松山村立松山尋常小学校が正式発足
- 1915年　高等科を併置し、松山村立松山尋常高等小学校と改称
- 1941年　松山村立松山国民学校と改称
- 1947年　松山村立松山小学校と改称
- 1956年　坂出市に編入合併し、坂出市立松山小学校と改称

### 全校児童数の推移
坂出市立松山小学校の児童数は、1983年以降減少傾向である。
- 1975年：320人
- 1976年：323人
- 1977年：323人
- 1978年：355人
- 1979年：390人
- 1980年：412人
- 1981年：434人
- 1982年：446人
- 1983年：462人
- 1984年：420人
- 1985年：409人
- 1986年：390人
- 1987年：366人
- 1988年：358人
- 1989年：337人
- 1990年：336人
- 1991年：336人
- 1992年：339人
- 1993年：330人
- 1994年：316人
- 1995年：318人
- 1996年：302人
- 1997年：274人
- 1998年：243人
- 1999年：238人
- 2000年：221人
- 2001年：197人
- 2002年：188人
- 2003年：180人
- 2004年：175人
- 2005年：171人
- 2006年：169人
- 2007年：175人
- 2011年：194人[3]

## 進学先中学校
- 坂出市立白峰中学校

## 校区内の主な施設
- 四国八十八箇所霊場第第八十一番札所白峯寺
- 神谷神社：鎌倉時代の建築として国宝指定

## 通学区域
松山地区(大屋冨・青海・高屋・神谷)、王越地区(乃生・木沢)。